# طب مسند بالدليل

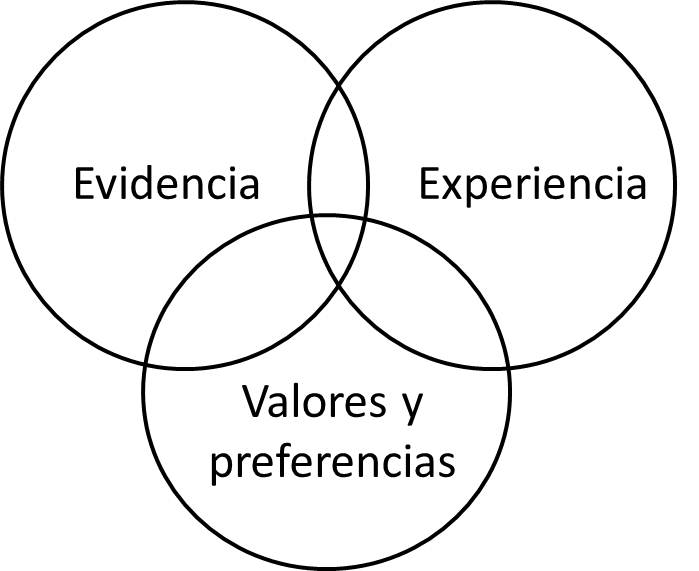

يهدف الطب المسند بالدليل إلى تحسين عملية صنع القرار بتأكيده على استخدام الأدلة المستنبطة من البحوث جيدة التصميم والتنفيذ. يعتمد الطب بشكل عام على العلم الذي يحظى بدرجة من الدعم التجريبي، ولكن الطب المسند بالدليل يذهب لما هو أبعد من ذلك؛ إذ يصنف الأدلة بحسب قوتها ومصدرها الذي يجب أن يكون تحليل تلوي أو مراجعة منهجية أو تجارب سريرية مكتسبة من أعداد كبيرة من الناس لينصح بها بشدة. أما «دراسات الحالة - شاهد» فلا ينصح بها بشدة لضعفها. استُخدِم المصطلح في الأصل كنهج يعلم كيفية ممارسة الطب وتحسين قرارات وآراء الأطباء حول المرضى. توسع استخدام مصطلح «الطب المسند بالدليل» بسرعة ليشمل نهجًا موصوفًا في السابق يؤكد على استخدام الأدلة في تصميم المبادئ التوجيهية والسياسات التي تطبق على المرضى والسكان «سياسات الممارسة المبنية على الأدلة». وقد انتشر بعد ذلك ليساهم في كيفية صنع القرار في كل مستوى من مستويات الرعاية الصحية والمجالات الأخرى «الممارسة القائمة على الأدلة».
يدعو الطب المسند بالدليل إلى الاعتماد على البرهان لا الاعتقاد، وهو بذلك يؤكد على وجوب اقتران رأي الطبيب -الذي قد يكون محدودًا بسبب الانحياز والفجوات المعرفية- بالأدبيات والأبحاث الطبية القوية. يشجع الطب المسند بالدليل على استخدام طرق رسمية واضحة لتحليل الأدلة وإتاحتها لصانعي القرار، وهو يروج لبرامج تعمل على تدريس الأساليب لطلاب الطب والممارسين وواضعي السياسات.

## الخلفية والتاريخ والتعريف
يعبر الطب المسند بالدليل بأوسع أشكاله عن تطبيق المنهج العلمي على اتخاذ القرارات المتعلقة بالرعاية الصحية. يتمتع الطب بتاريخ طويل من الأبحاث الأساسية والسريرية التي يرجع تاريخها إلى عهد ابن سينا على الأقل. نُشِرَ نقد مبكر للطرق الإحصائية في الطب عام 1835.
ومع ذلك، كانت العملية التي تُدمَج من خلالها نتائج الأبحاث في القرارات الطبية عملية ذاتية للغاية حتى وقت ليس ببعيد. تُطلَق مصطلحات مثل «الحكم السريري» و«فن الطب» على النهج التقليدي لاتخاذ القرارات اعتمادًا على الأدلة البحثية التي يجب مراعاتها وكيفية دمجها مع المعتقدات الشخصية وغيرها من العوامل. في حالة القرارات التي تنطبق على مجموعة من المرضى أو السكان، فإن الإرشادات والسياسات عادةً ما توضع من قبل لجان من الخبراء. ومع ذلك، لم توجد من قبل عملية رسمية تحدد مدى قوة الأدلة أو كيفية دمجها مع معتقدات أعضاء اللجنة.

### اتخاذ القرارات السريرية
أصبحت عيوب النهج التقليدي في اتخاذ القرارات الطبية واضحة ابتداءً من أواخر ستينيات القرن العشرين. ركز نشر ألفان فاينستاين لكتاب «الحكم السريري» في عام 1967 الانتباه على دور التفكير السريري والتحيزات المحددة التي يمكن أن تؤثر عليه. نشر آرشي كوكراين في عام 1972 كتاب «الفعالية والكفاءة» الذي تحدث عن عدم وجود محاكمات خاضعة للرقابة تدعم العديد من الممارسات التي كان يُفترض سابقًا أنها فعالة. بدأ جون وينبرغ في عام 1973 بتوثيق الاختلافات الواسعة في ممارسات الأطباء، ووصف ديفيد إيدي خلال الثمانينات أخطاء التفكير السريري والفجوات في الأدلة. ثم نشر ألفين فاينستاين وديفيد ساكيت وآخرون في منتصف ثمانينيات القرن الماضي كتبًا مدرسية عن علم الأوبئة السريرية تحدثوا فيها عن انعكاس الطرق الوبائية على كيفية صنع الطبيب لقراراته. أظهرت مؤسسة راند قرب نهاية الثمانينيات وجود نسبة كبيرة من الإجراءات غير المناسبة أو الخاطئة التي يقوم بها الأطباء، وذلك بحسب معايير خبرائهم أيضًا. زادت مجالات البحث هذه من الوعي بنقاط الضعف في اتخاذ القرارات الطبية على مستوى المرضى والسكان، ومهدت الطريق لإدخال الأساليب القائمة على الأدلة.

### الاستناد إلى الأدلة
يمتلك مصطلح الطب المسند بالدليل كما هو مستخدم حاليًا رافدان رئيسيان. من الناحية الزمنية، الأول هو الإصرار على التقييم الواضح لأدلة الفعالية عند إصدار إرشادات الممارسة السريرية وغيرها من السياسات على مستوى السكان. والثاني هو إدخال الأساليب الوبائية في التعليم الطبي واتخاذ القرارات الفردية على مستوى المريض.

### المبادئ التوجيهية والسياسات القائمة على الأدلة
استخدم ديفيد إيدي مصطلح «المسند بالدليل» لأول مرة في سياق عمله على سياسات تستهدف السكان مثل إرشادات الممارسة السريرية والتغطية التأمينية للتقنيات الجديدة. بدأ إيدي أولًا في استخدام المصطلح في عام 1987 في ورش العمل وكتيبات مجلس الجمعيات الطبية المتخصصة بهدف تعليم الطرق الرسمية التي تستخدم في تصميم إرشادات الممارسة السريرية. كان الدليل متاحًا على نطاق واسع بشكل غير منشور حتى أواخر الثمانينات لتنشره في النهاية الكلية الأمريكية للطب. نشر إيدي المصطلح لأول مرة في مارس عام 1990 في مقال منشور في دورية الجمعية الطبية الأمريكية حدد فيه قواعد المبادئ التوجيهية والسياسات المسندة بالدليل على مستوى السكان. نوقشت كذلك السياسات القائمة على الأدلة في العديد من الأوراق الأخرى المنشورة في دورية الرابطة الطبية الأمريكية في ربيع عام 1990. كانت هذه الأوراق جزءًا من سلسلة ضمت 28 منشور في دورية الرابطة الطبية الأمريكية بين عامي 1990 و1997 حول الطرق الرسمية التي تعمل على تصميم المبادئ التوجيهية والسياسات على مستوى السكان.

### التطبيق في الظروف السريرية
يشكل عدم اتباع بعض مقدمي الرعاية الصحية للطب المسند بالدليل أحد التحديات المستمرة والمهمة. يحدث هذا جزئيًا لأن التوازن الحالي بين الأدلة المؤيدة والمعارضة للعلاج يتغير باستمرار، ومن المستحيل معرفة كل تغيير. على سبيل المثال: بين عامي 2003 و2017، تبدلت الأدلة على مئات من الممارسات الطبية، بدءًا مما إذا كان العلاج بالهرمونات البديلة آمنًا إلى ما إذا كان ينبغي إعطاء الأطفال بعض الفيتامينات إلى ما إذا كانت الأدوية المضادة للاكتئاب فعالة في مرضى ألزهايمر. وحتى عندما يكون الدليل قاطعًا ضد العلاج، سيتطلب الأمر عشر سنوات لتبني علاجات أخرى. في حالات أخرى، قد يتطلب التغيير الكبير تغيير جيل كامل من الأطباء، واستبدالهم بأطباء مزودين بأدلة أكثر حداثة.
يشكل انحياز مقدمي الرعاية الصحية السبب الرئيسي الآخر لمعالجة المرضى بطرق غير مدعومة بالأدلة. فقد يرفضون الأدلة بسبب امتلاكهم ذاكرة حية لنتيجة نادرة ولكنها مروعة، مثل وفاة المريض بعد رفض العلاج. قد يبالغ مقدم الرعاية الصحية في العلاج لتلبية الاحتياجات العاطفية للمريض. وقد يشعرون بالقلق من تكاليف سوء الممارسة بناءً على التباين الناجم عن الفرق بين ما يتوقعه المريض وما يوصي به الدليل. قد يعالج الطبيب أو يقدم علاجات غير فعالة لأن العلاج يبدو مقبولًا من الناحية البيولوجية.

### التعليم
يُقدّم التدريب في مجال الطب المسند بالدليل عبر سلسلة متصلة من التعليم الطبي. ويعتبر استبيان برلين واختبار فريسنو أدوات معتمدة لتقييم فعالية التعليم في الطب المسند بالدليل. ومن المهم ذكر أنّ هذه الاستبيانات أجريت في بيئات متنوعة.
فحصت مراجعة كامبل المنهجية التي شملت 24 تجربة فعالية التعلم الإلكتروني في تحسين المعرفة والممارسة القائمة على الأدلة. وقد وجد أن التعلم الإلكتروني يحسن معرفة ومهارات الرعاية الصحية القائمة على الأدلة مقارنةً بعدم التعلم، ولا يوجد فرق في النتائج عند مقارنة التعلم الإلكتروني بالتعلم وجهًا لوجه. يمتلك الجمع بين التعلم الإلكتروني والتعلم وجهًا لوجه تأثير إيجابي على المعرفة والمهارات والسلوك المبني على الأدلة. وفيما يتعلق بالتعلم الإلكتروني، انخرط الكثير من طلاب المدارس الطبية في تحرير ويكيبيديا لزيادة مهاراتهم في إدارة المحتوى الإلكتروني.